# 岳普湖乡
岳普湖乡，是中华人民共和国新疆维吾尔自治区喀什地区岳普湖县下辖的一个乡镇级行政单位。

## 行政区划
岳普湖乡下辖以下地区：
门加克勒克村、喀拉玉吉买村、加依村、库热村、托万提埂村、欧吐拉提埂村、尤库日提埂村和喀依古勒村。